# كاتدرائية القديس فارتان الأرمنية

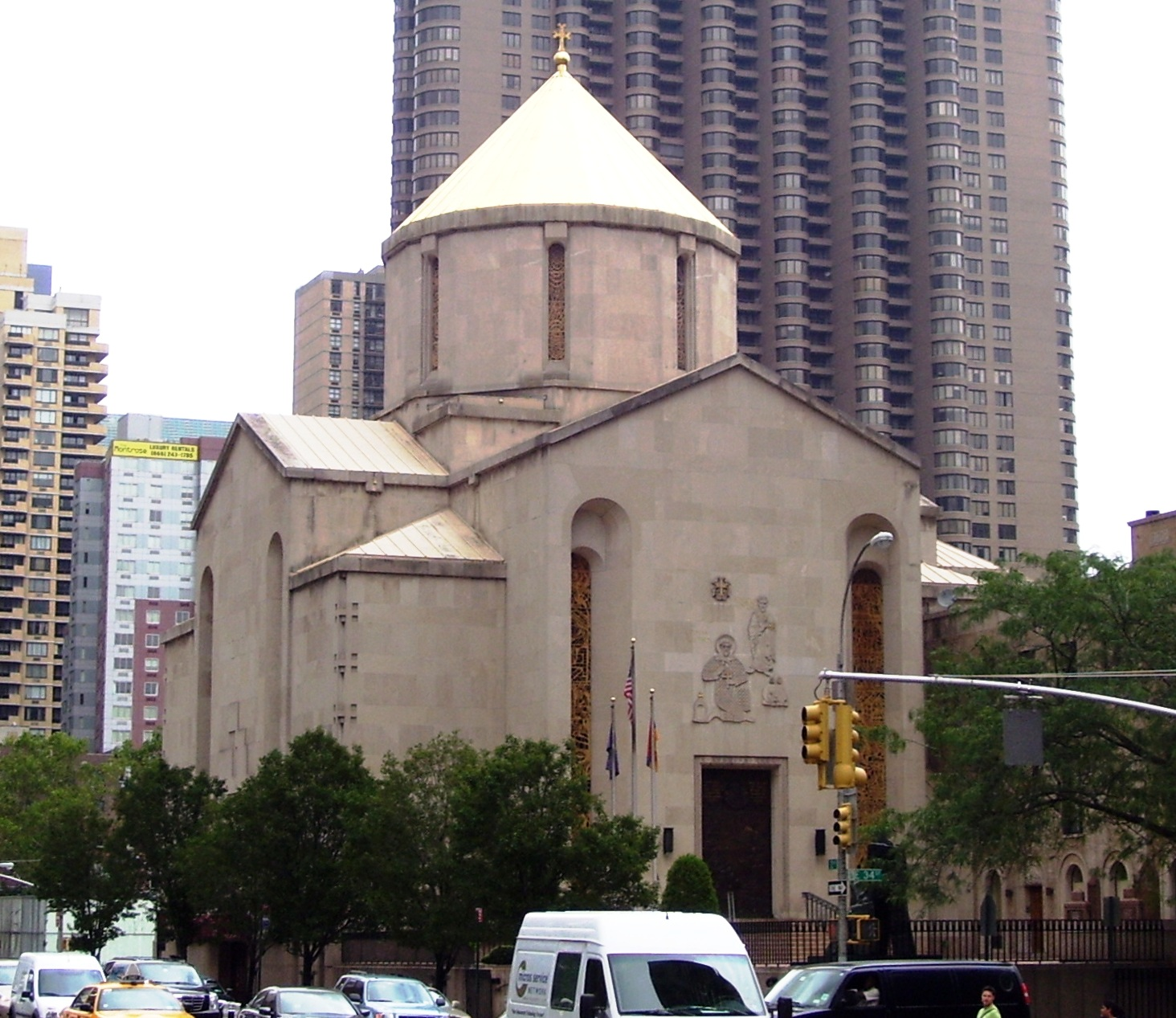
كاتدرائية القديس فارتان

كاتدرائية القديس فارتان الأرمنية (بالأرمينية: սուրբ վարդան մայր տաճար) في مدينة نيويورك ، هي الكاتدرائية الأولى لكنيسة الأرمن الأرثوذكس التي تم بناؤها في أمريكا الشمالية. وتقع في مدينة نيويورك علي الزاوية الشارع الثاني والشارع الرابع والثلاثين . وبنيت الكنيسة لتشبه كنيسه القديس هريبسيمي في فاغارشابات .
وقد تم تكريس القديس فارتان لخدمة الرب في 28 أبريل 1968 من قبل فازغان الأول كاثوليكوس أرمينيا وجميع الأرمن.

## التصميم

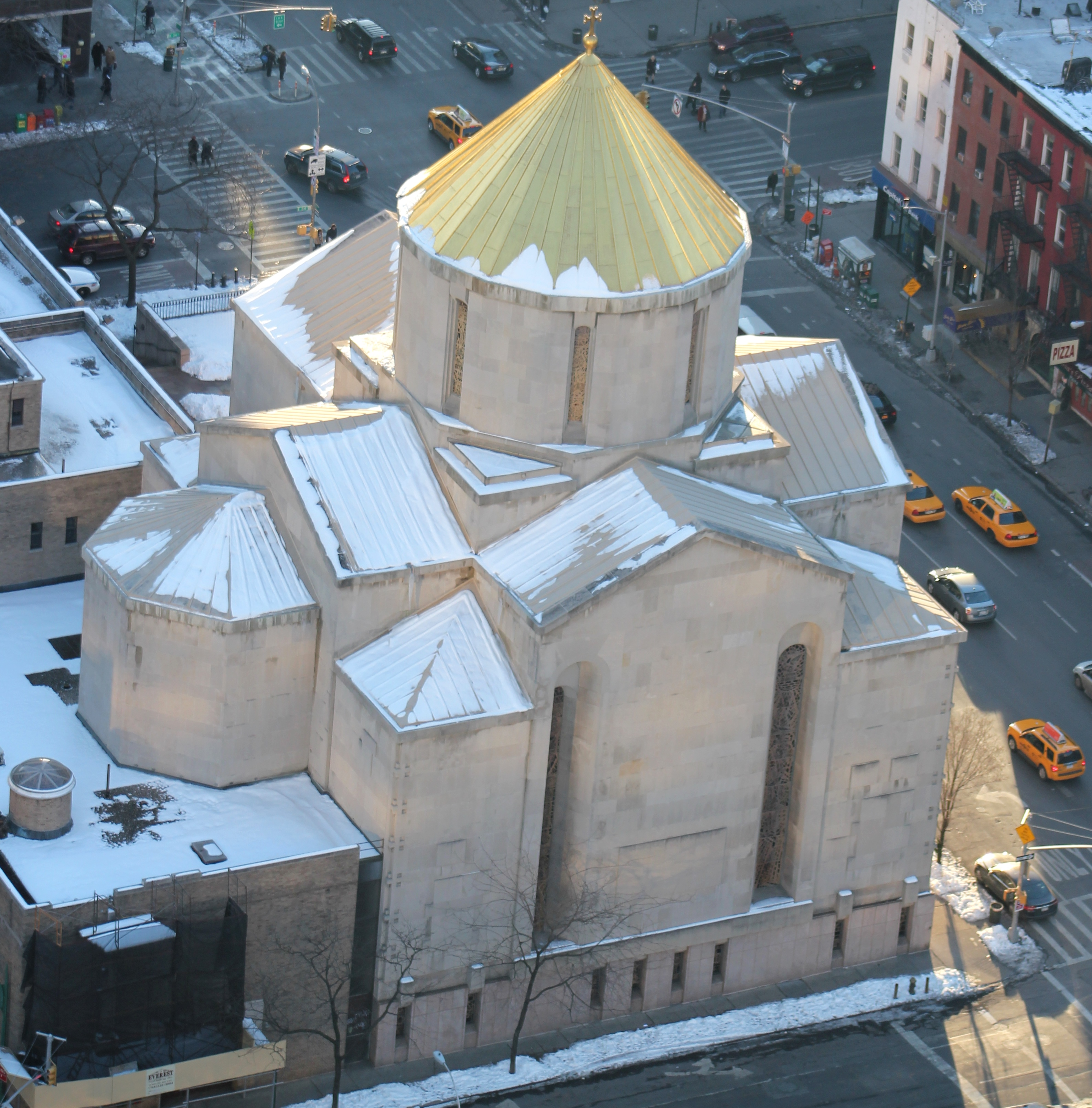
من الاعلى

قام ووكر أو كين  من شركة سيتانمن، وكين ووايت ورثة شركة ماكيم ميد وايت متعاونين مع ادوارد أوتودجيان من باريس كمستشار، بتصميم الكاتدرائية. ويتضمن المبنى سمتين فريدتين متميزتين عن العمارة الارمنيه : وهي استخدام الأقواس المزدوجة المتقاطعة والقبة الهرمية التي ترتفع 120 قدم فوق مستوى الشارع.
حول القبة هناك رموز مختلفة، بما في ذلك شخصية يسوع المسيح ؛ والروح القدس يمثلها الحمامة؛ ألفبائية يونانية
التي فرضت علي الكتب المقدسة ؛ القمح والعنب التي تمثل أفخارستيا (القربان المقدس) ; والعنقاء ترمز إلى القيامة .
ووضعت مجموعة من النوافذ العالية والضيقة والزجاج الملون في الجدران الرئيسية للكاتدرائية تحت القبة التي تصور مشاهد من حياة المسيح والمسيحية المبكرة في أرمينيا. ويصور القديس شفيع ، القديس فارتان، قتال الفرس الساسانيون الذين هددوا الكنيسة الارمنيه خلال القرن الخامس.

## وصلات خارجية
- جاثليق
- St. Vartan Cathedral page at Eastern Diocese of the Armenian Church of America website